# 순천 충렬사
충열사(忠烈祠)는 대한민국 전라남도 순천시 조례동에 있는, 임진왜란 때 진주성 전투에서 공을 세우고 순절한 허일과, 그의 셋째 아들 허곤, 6촌 동생 허경의 위패를 모신 사당이다. 1984년 2월 29일 전라남도의 문화재자료 제6호로 지정되었다.

## 개요
임진왜란 때 진주성 전투에서 공을 세우고 순절한 허일과, 그의 셋째 아들 허곤, 6촌 동생 허경의 위패를 모신 사당이다.
허일은 무예가 뛰어나 무과에 급제하여 감찰을 역임하였고 임진왜란 때(1592)는 삼포수방사겸웅천현감으로 재직 중 충무공 이순신을 도와 남해 등지에서 공을 세웠다. 그 뒤 충의공 최경회와 함께 진주성을 사수하다가 이듬해 진주성이 함락되면서 순절하였다. 허곤은 임진왜란 때 아버지를 따라 싸우다 한산전투에서 순절하였고 허경은 이충무공 아래서 전공을 세웠다.
임진왜란 중인 선조 26년(1593)에 처음 세웠다고 하는데 정확한 위치는 알 수 없고 고종 5년(1868) 흥선대원군의 서원철폐령으로 해체되었다. 지금 있는 건물은 1912년 다시 세우고 1975년 고쳐 지어 오늘에 이르고 있는 것이다.
건물 배치는 외삼문을 들어서면 앞면 4칸·옆면 2칸 규모의 강당이 있고, 강당 북쪽의 내삼문을 들어서면 위패를 모신 앞면 3칸·옆면 2칸 규모의 충열사가 있다.

## 같이 보기
- 허일

## 참고 자료
- 충열사 - 국가유산청 국가유산포털